# Awarta
Awarta (àrab: عورتا, ʾAwartā) és un vila palestina de la governació de Nablus, a Cisjordània, al nord de la vall del Jordà, 8 kilòmetres al sud-est de Nablus. Segons l'Oficina Central Palestina d'Estadístiques tenia 5.623 habitants en 2007. L'àrea edificada d'Awarta consisteix en 540 dúnams i és governada per un consell de vila.

## Etimologia
Segons l'historiador palestí Mustafa Dabbagh, el nom "Awarta deriva de la paraula siríaca 'awra, que vol dir «sense finestres» o «ocult». Segons E. H. Palmer, Awarta és un nom personal de significat desconegut. En texts samaritans la vila és anomenada Kfar Abearthah. El nom àrab antic de la vila era Awert.

## Història
Awarta ha estat habitada des dels temps bíblics i com tota Palestina fou dominada per l'Imperi Romà d'Orient, el Califat islàmic i l'Imperi Otomà. Entre els segles IV i XII la ciutat era un important centre samarità, ubicació d'una de les seves principals sinagogues.
El turó de Pinhàs esmenat en la Bíblia s'associa amb la ubicació de la ciutat d'Awarta. Tres grans monuments de la ciutat s'atribueixen a la família sacerdotal d'Aaron. Segons la tradició, són els llocs d'enterrament dels seus fills Itamar i Eleazar. El seu net Pinhàs es creu que està enterrat en el lloc al costat del seu fill Abisúa, especialment venerat pels samaritans, que creuen que va escriure la Torà. Es creu que els setanta ancians estan enterrats en una cova prop de la tomba de Pinhàs. A la banda occidental d'Awarta es troba la tomba musulmana atribuïda a Nabi Uzeir, Esdres l'escrivà.
El geògraf àrab Yaqut al-Hamawí va registrar en 1226, quan Awarta era sota domini aiúbida, que era un poble o una ciutat petita, a la carretera de Nablus a Jerusalem. Segons el Crònica Samaritana, a Kefr Ghuweirah (que ara es diu Awarta) es troba la tomba de Yusha (Josuè) ibn Nun. Mufaddal, el fill de l'oncle d'Aaron, també es diu que hi està enterrat. Aquests es troben en una cova, on també estan enterrats els setanta profetes. Conder i Kitchener, citant una altra tradició samaritana, diuen en canvi que era Eleazar el sacerdot qui va ser enterrat en un petit camí a l'oest d'Awarta (a al 'Azeir), mentre que Joshua ben Nun va ser enterrat a Kefr Haris.

### Època otomana
Awarta fou incorporada a l'Imperi Otomà en 1517 amb tot Palestina, i en 1596 va aparèixer en el registres d'impostos com a part de la nàhiya de Jabal Qubal de la liwà de Nablus. Tenia una població de 50 famílies, totes musulmans. Els vilatans pagaven els impostos sobre el blat, l'ordi, els cultius d'estiu, les oliveres, els ingressos ocasionals, cabres i ruscs, i una premsa d'olives o raïm.
En 1838, Edward Robinson va prendre nota de la localitat a més de les de Rujeib i Odela. En 1870 Victor Guérin va visitar la vila, i va assenyalar que a la part superior hi havia una mesquita, anomenada Djama Mansour, que conté una tomba blanquejada gegantina. En 1882 el Survey of Western Palestine del Fons per a l'Exploració de Palestina la descrivia com «un poble, al vessant est de la plana, amb fonts a l'est, i oliveres. És construïda de tova i pedra, i és de grandària moderada.»

### Època del Mandat Britànic
En el cens de Palestina de 1922 realitzat per les autoritats del Mandat Britànic, Awarta tenia 938, tots musulmans, incrementada en el cens de 1931 a 1.019, tots musulmans, en 257 cases.
En 1945 Awarta junt amb Odala tenia 1.470, tots musulmans, amb 16.106 dúnams de terra, segons un cens oficial de terra i població. D'aquests, 30 dúnams eren plantacions i terra de rec, 9.406 usats per a cereals, mentre que 130 dúnams eren sòl edificat.
Després de la de la Guerra araboisraeliana de 1948, i després dels acords d'Armistici de 1949, Awarta va restar en mans de Jordània.

### Període contemporani
Després de la Guerra dels Sis Dies el 1967, ha estat sota ocupació israeliana com la resta de territoris palestins. L'Autoritat Nacional Palestina va acordar garantir el lliure accés a aquests llocs com s'especifica a l'Acord Provisional sobre Cisjordània i la Franja de Gaza de 1995.
Hi ha freqüents informes de violència dels colons israelians cap als agricultors palestins durant la collita anual d'olives. No obstant això, des de 2007, quan un grup d'activistes israelians, Rabins pels Drets Humans, van acordar protegir els agricultors durant la collita, els atacs s'acabaren temporalment. El 10 de juliol de 2013, colons israelians d'Itamar talaren milers d'oliveres dels residents d'Awarta utilitzant motoserres per tallar els arbres al nord d'Awarta va dir Ghassan Daghlas, qui supervisa l'activitat dels assentaments al nord de Cisjordània. Els arbres pertanyien a 25 famílies palestines i es van plantar en una arbreda de 600 dúnams, va dir Daghlas. Sami, Iyad N'am ‘Awwad, de 37 anys, i dos grangers més va agafar la terra on els arbres havien estat talats. Segons Iyad, un professor propietari de les oliveres destruïdes per l'atac, l'àrea on els arbres van ser talats està aïllada de la resta del poble, separada d'ella per dues tanques de seguretat erigides per l'assentament d'Itamar.
En 2010 dos cosins d'Awarta, Salah Qawariq, de 18 anys, i Muhammad Qawariq, de 19, foren assassinats per un soldat de les Forces de Defensa d'Israel (FDI) que va buidar la seva arma, disparant-los 29 vegades. Les autòpsies revelaren que tots dos havien rebut trets a curta distància. Fonts palestines afirmen que els adolescents van ser executats per soldats israelians quan anaven a treballar les seves terres. La versió israeliana van variar amb el temps: que estaven a les seves terres quan Avri Ran els va observar en la propietat i els va obligar a seure, cridaren a un coordinador de seguretat de l'assentament, qui al seu torn va trucar a les FDI. Després de dues hores de comunicacions entre els soldats i la caserna, els homes van rebre trets: en l'interrogatori dels altres soldats van dir que no havien estat testimonis dels trets. Les FDI van anunciar que havien frustrat un intent terrorista amb un intent d'atacar els soldats amb una forca. Aquest va ser revisat posteriorment a un assalt amb una ampolla i una xeringa. Més tard es va saber que no havien aconseguit autorització de les FDI per treballar les seves terres.

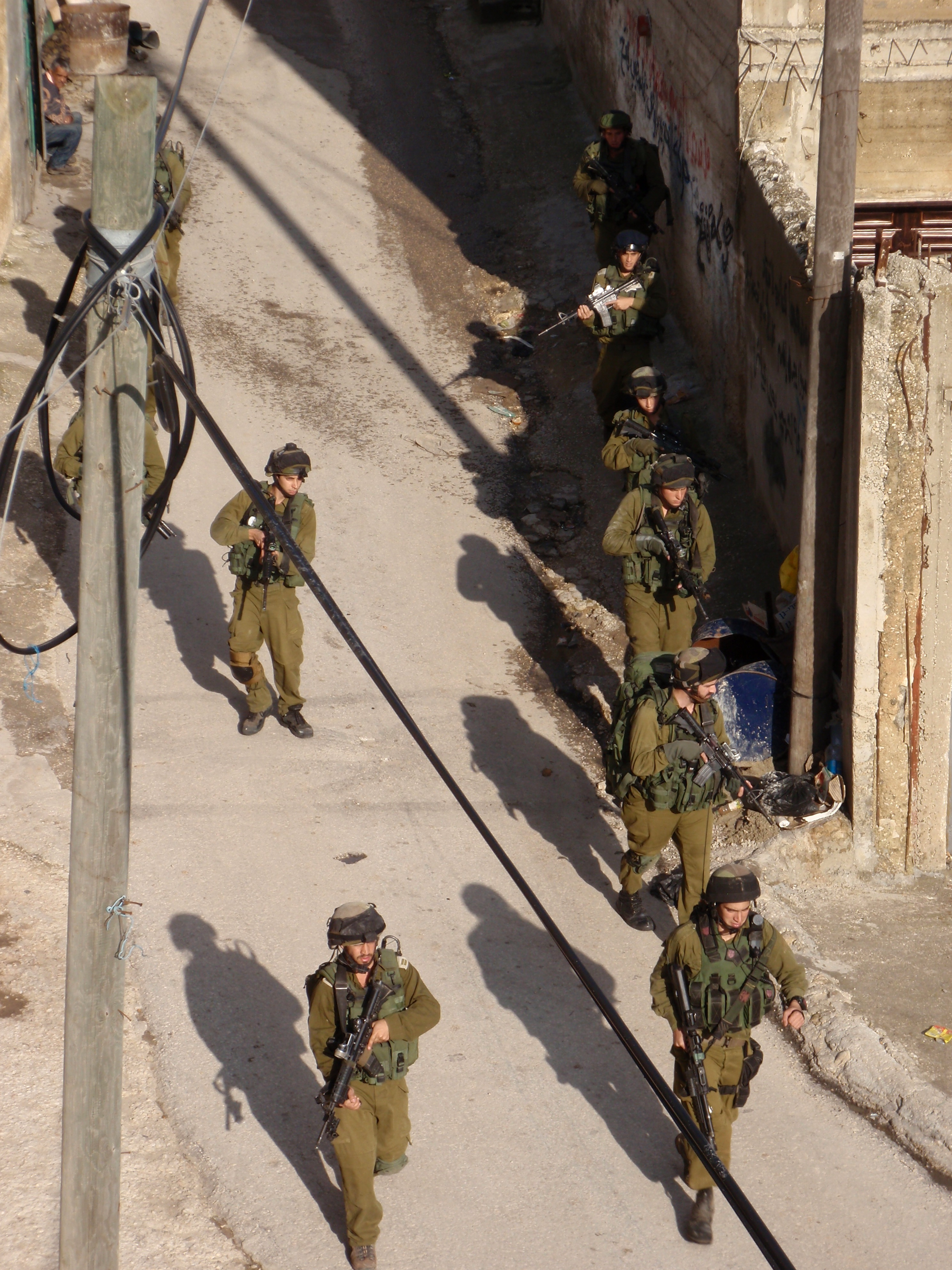
Soldats israelians patrullant Awarta el dia després de la massacre d'Itamar

Awarta va tenir cobertura dels mitjans internacionals després de la massacre d'Itamar de l'11 de març de 2011, quan cinc membres d'una mateixa família van morir en el proper assentament israelià d'Itamar i Awarta va ser declarada zona militar tancada, a causa de les sospites que els autors eren veïns de la vila. Segons el diari israelià Haaretz, fonts palestines van informar que les forces militars israelianes van detenir els homes d'Awarta per interrogar-los, entre elles dos agents de les forces de seguretat palestines, fent "detencions indiscriminades". Com a reacció a l'atac, colons israelians emmascarats es van infiltrar al poble i van llançar pedres a les cases, abans de ser dispersats per la Forces de Defensa d'Israel.
Dos joves residents d'Awarta, Hakim Maazan Niad Awad i Amjad Mahmud Fauzi Awad foren arrestats el 5 i el 10 d'abril de 2011 i confessaren els crims. Els residents d'Awarta van condemnar els assassinats, entre ells el cap del consell del poble, qui no obstant això, va expressar dubtes sobre les recerques israelianes i va afirmar que els dos sospitosos van confessar sota coacció.
Hakim Awad i Amjad Awad van ser acusats davant del Tribunal Militar de Samaria de cinc càrrecs d'assassinat, robatori d'armes, violació de domicili, i conspiració per cometre un crim. No van expressar penediment per les seves accions. Van ser condemnats a cinc cadenes perpètues consecutives i cinc i set anys de presó, respectivament.

## Economia
Awarta té al voltant de seixanta empreses, la majoria d'elles treballen en el camp de les indústries comercials i de reciclatge. Aproximadament el 40% de la població activa treballava a Israel abans de la Segona Intifada, mentre que el 15% treballava al sector de l'agricultura i ramaderia. La taxa d'atur és gairebé del 35%. La ciutat no té un sistema de servei públic d'aigua o clavegueram. Hi ha un pou públic que està sota el control de la Municipalitat de Nabulus. Les xarxes de carreteres s'han vist obstaculitzades per les FDI perquè la zona és un bastió de radicals. Awarta té tres escoles, una escola secundària per als nens, una escola secundària per a nenes i una escola primària mixta.